# Молода Бельгія (журнал)
«Жьон Бельжік» (Молода Бельгія, фр. La Jeune Belgique) — бельгійський літературно-художній журнал, орган однойменного літературного об'єднання.

Видавався в Брюсселі в 1881—1897 роках.
Журнал об'єднав представників франкомовного натуралізму (Лемоньє Каміль) і діячів бельгійського символізму, спадкоємців французького Парнасу. До числа найбільш активних авторів журналу належали Іван Жількен (він керував журналом в 1893—1897), Жорж Роденбах, Макс Валлер, Альбер Жиро, Моріс Метерлінк, Еміль Верхарн. До журналу був близький художник і скульптор Константен Меньє.